# Міранда-ду-Корву
Міра́нда-ду-Ко́рву (порт. Miranda do Corvo; МФА: [mi.ˈɾɐ̃.dɐ du ˈkoɾ.vu]) — муніципалітет і містечко в Португалії, в окрузі Коїмбра. Розташований у центральній частині країни, на теренах історичної португальської провінції Бейра. Належить до Коїмбрської діоцезії Католицької церкви в Португалії. Права міського самоврядування має з 1136 року. Поділяється на 4 парафії. За адміністративним поділом, чинним до 1976 року, був складовою провінції Берегова Бейра. Площа муніципалітету — 126,38 км², населення муніципалітету — 13098 ос. (2011); густота населення — 103,64 осіб/км²
. Патрон — Спаситель. Святковий день муніципалітету — 1 червня. Поштовий індекс — 3220-206.  Код місцевої адміністративної одиниці — 0609. Складова статистичного регіону Центр.

## Географія
Міранда-ду-Корву розташована в центрі Португалії, в центрі округу Коїмбра.
Міранда-ду-Корву межує на північному сході — з муніципалітетом Віла-Нова-де-Пойареш, на сході — з муніципалітетом Лозан, на південному сході — з муніципалітетом Фігейро-душ-Вінюш, на південному заході — з муніципалітетом Пенела, на заході — з муніципалітетом Кондейша-а-Нова, на північному заході — з муніципалітетом Коїмбра.

## Історія
1136 року португальський граф Афонсу І надав Міранді форал, яким визнав за поселенням статус містечка та муніципальні самоврядні права.

## Населення
| Кількість мешканців | Кількість мешканців | Кількість мешканців | Кількість мешканців | Кількість мешканців | Кількість мешканців | Кількість мешканців | Кількість мешканців | Кількість мешканців | Кількість мешканців | Кількість мешканців | Кількість мешканців | Кількість мешканців | Кількість мешканців | Кількість мешканців | Кількість мешканців |
| ------------------- | ------------------- | ------------------- | ------------------- | ------------------- | ------------------- | ------------------- | ------------------- | ------------------- | ------------------- | ------------------- | ------------------- | ------------------- | ------------------- | ------------------- | ------------------- |
| 1864                | 1878                | 1890                | 1900                | 1911                | 1920                | 1930                | 1940                | 1950                | 1960                | 1970                | 1981                | 1991                | 2001                | 2011                |                     |
| 10 453              | 11 471              | 12 643              | 12 751              | 14 206              | 13 455              | 12 608              | 13 558              | 13 822              | 12 810              | 12 013              | 12 231              | 11 674              | 13 069              | 13 098              |                     |